# Ladislav Prieložný
Ladislav Prieložný (15. září 1923 Čadca – 4. ledna 1950 Bratislava) byl slovenský protikomunistický odbojář odsouzený v politickém procesu komunistickým režimem k trestu smrti a v roce 1950 popraven.
Narodil se v roce 1923 v Čadci. Za trestný čin velezrady byl v politickém procesu v roce 1948 odsouzen k trestu smrti. Souzen byl v procesu zvaném „Prieložný a spol.“ Byl považován jako první v odsouzený za politický čin k absolutním trestu po převratu v roce 1948 a nástupu komunistického režimu v Československu .  Šlo však o omyl v úředním záznamu. Popraven byl v lednu 1950 ve věznici v Bratislavě. Jeho jméno se vyskytuje na pamětní desce obětí komunistického režimu.

## Odkazy

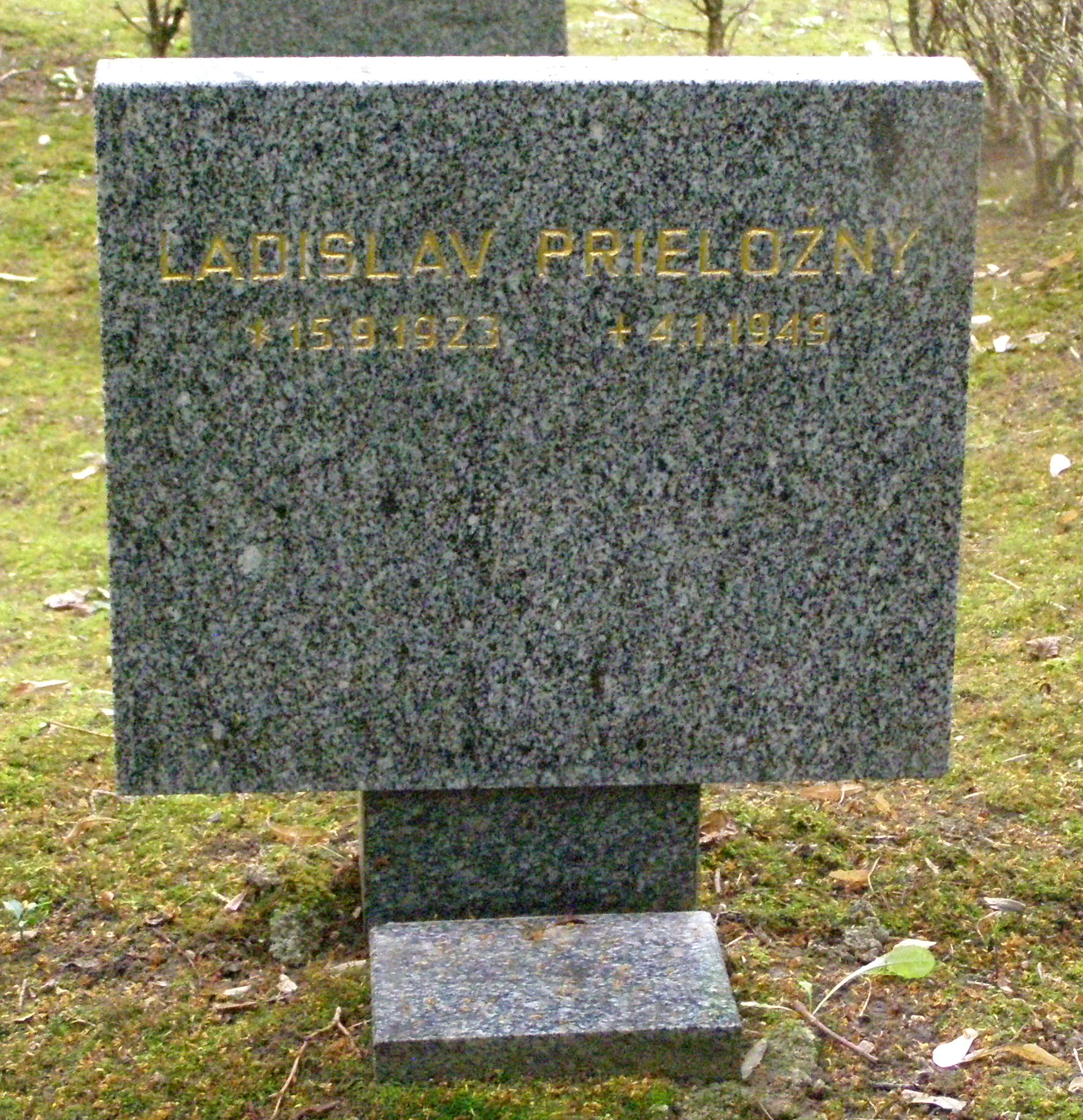
Symbolický hrob na Čestném pohřebišti popravených a umučených z padesátých let (III. odboj) na Ďáblickém hřbitově v Praze.